# (31971) Beatricechoi
(31971) Beatricechoi est un astéroïde de la ceinture principale.

## Description
(31971) Beatricechoi est un astéroïde de la ceinture principale. Il fut découvert le 27 avril 2000 à Socorro (Nouveau-Mexique) par le projet LINEAR. Il présente une orbite caractérisée par un demi-grand axe de 2,40 UA, une excentricité de 0,17 et une inclinaison de 3,4° par rapport à l'écliptique.

## Compléments